# Sabine Völker
Sabine Völker (ur. 11 maja 1973 w Erfurcie) – niemiecka łyżwiarka szybka, czterokrotna medalistka olimpijska, wielokrotna medalistka mistrzostw świata i zdobywczyni Pucharu Świata.

## Kariera
Pierwszy sukces w karierze Sabine Völker osiągnęła w 1991 roku, kiedy zdobyła brązowy medal w wieloboju podczas mistrzostw świata juniorów w Calgary Wyprzedziły ją tam jedynie jej rodaczka Anke Baier oraz Swietłana Bażanowa z ZSRR. W tej samej kategorii wiekowej wywalczyła też srebrny medal na rozgrywanych rok później mistrzostwach świata juniorów w Warszawie. Przegrała tam tylko z Nami Nemoto z Japonii.
Pierwszy medal wśród seniorek zdobyła w 1997 roku, kiedy zdobyła srebrny medal w biegu na 500 m podczas dystansowych mistrzostw świata w Warszawie. Na podium rozdzieliła wtedy Chinkę Xue Ruihong i kolejną Niemkę, Franziskę Schenk. Srebrny medal zdobyła także na dwukrotnie dłuższym dystansie podczas mistrzostw świata w Salt Lake City w 2001 roku, ustępując tylko z Monique Garbrecht-Enfeldt. Ponadto wspólnie z Anni Friesinger i Danielą Anschütz wywalczyła złoty medal w biegu drużynowym na dystansowych mistrzostwach świata w Inzell w 2005 roku. Völker zdobywała również medale mistrzostw świata w wieloboju sprinterskim. Pierwszy raz na podium w tej konkurencji stanęła w 1998 roku, zdobywając srebro na mistrzostwach świata w Berlinie. Wyprzedziła ją wtedy Kanadyjka Catriona Le May Doan, a trzecie miejsce zajęła Chris Witty z USA. Na rozgrywanych rok później mistrzostwach świata w Calgary Niemka była trzecia za Garbrecht i Le May Doan. Brązowy medal przywiozła także z mistrzostw świata w Salt Lake City, gdzie przed nią znalazły się Amerykanka Jennifer Rodriguez i Anżalika Kaciuha z Białorusi.
W 1998 roku brała udział w igrzyskach olimpijskich w Nagano, gdzie jej najlepszym wynikiem było czwarte miejsce w biegu na 1000 m. W walce o podium pokonała ją Catriona Le May Doan. Podczas rozgrywanych w 2002 roku igrzysk olimpijskich w Salt Lake City zdobywała medale we wszystkich trzech startach. Najpierw zdobyła brązowy medal w biegu na 500 m, plasując się za Le May Doan i jej rodaczką, Susan Auch. Następnie wywalczyła srebrne medale w biegach na 1000 i 1500 m. Ostatni medal w karierze zdobyła na igrzyskach olimpijskich w Turynie, gdzie wspólnie z Danielą Anschütz-Thoms, Anni Friesinger, Claudią Pechstein i Lucille Opitz zwyciężyła w biegu drużynowym. Na tych samych igrzyskach w swoim jedynym indywidualnym starcie, biegu na 1000 m, zajęła 21. pozycję.
Wielokrotnie stawała na podium zawodów Pucharu Świata, odnosząc przy tym sześć zwycięstw indywidualnych i jedno drużynowe. W sezonie 2001/2002 zwyciężyła w klasyfikacji końcowej 1000 m, a w sezonie 1996/1997 była trzecia. Ponadto w sezonach 1997/1998 i 2001/2002 była trzecia w klasyfikacji 500 m.
Ustanowiła dwa rekordy świata.

### Mistrzostwa świata
- Mistrzostwa świata w wieloboju sprinterskim
  - srebro – 1998
  - brąz – 1999, 2005
- Mistrzostwa świata na dystansach
  - złoto – 2005 (drużyna)
  - srebro – 1997 (500 m); 2001 (1000 m)